# Wolf Alice
Wolf Alice là một ban nhạc alternative rock người Anh đến từ Bắc Luân Đôn, thành lập ban đầu với chỉ hai thành viên vào năm 2010. Từ năm 2012 đội hình của nhóm gồm Ellie Rowsell (hát chính, guitar), Joff Oddie (guitars, hát đệm), Theo Ellis (bass) và Joel Amey (trống, hát đệm). Wolf Alice phát hành đĩa đơn chính thức đầu tay "Fluffy" vào tháng 2 năm 2013, và đĩa đơn "Bros" kế tiếp vào tháng 5 năm đó. Tháng 10 năm 2013, nhóm phát hành EP chính thức đầu tay Blush. EP chính thức thứ hai Creature Songs được phát hành vào tháng 5 năm 2014. Tháng 2 năm 2015 ban nhạc phát hành đĩa đơn chính "Giant Peach" từ album phòng thu đầu tay My Love Is Cool; album cũng được phát hành tại Anh quốc và Hoa Kỳ vào tháng 6 năm 2015. Đĩa đơn "Moaning Lisa Smile" đạt vị trí #9 trên Alternative Songs của Billboard vào tháng 8 năm 2015, và sau đó giành một đề cử giải Grammy cho Trình diễn rock xuất sắc nhất tại lễ trao giải lần thứ 58. Ban nhạc phát hành album phòng thu thứ hai, Visions of a Life vào tháng 9 năm 2017.

## Đĩa nhạc

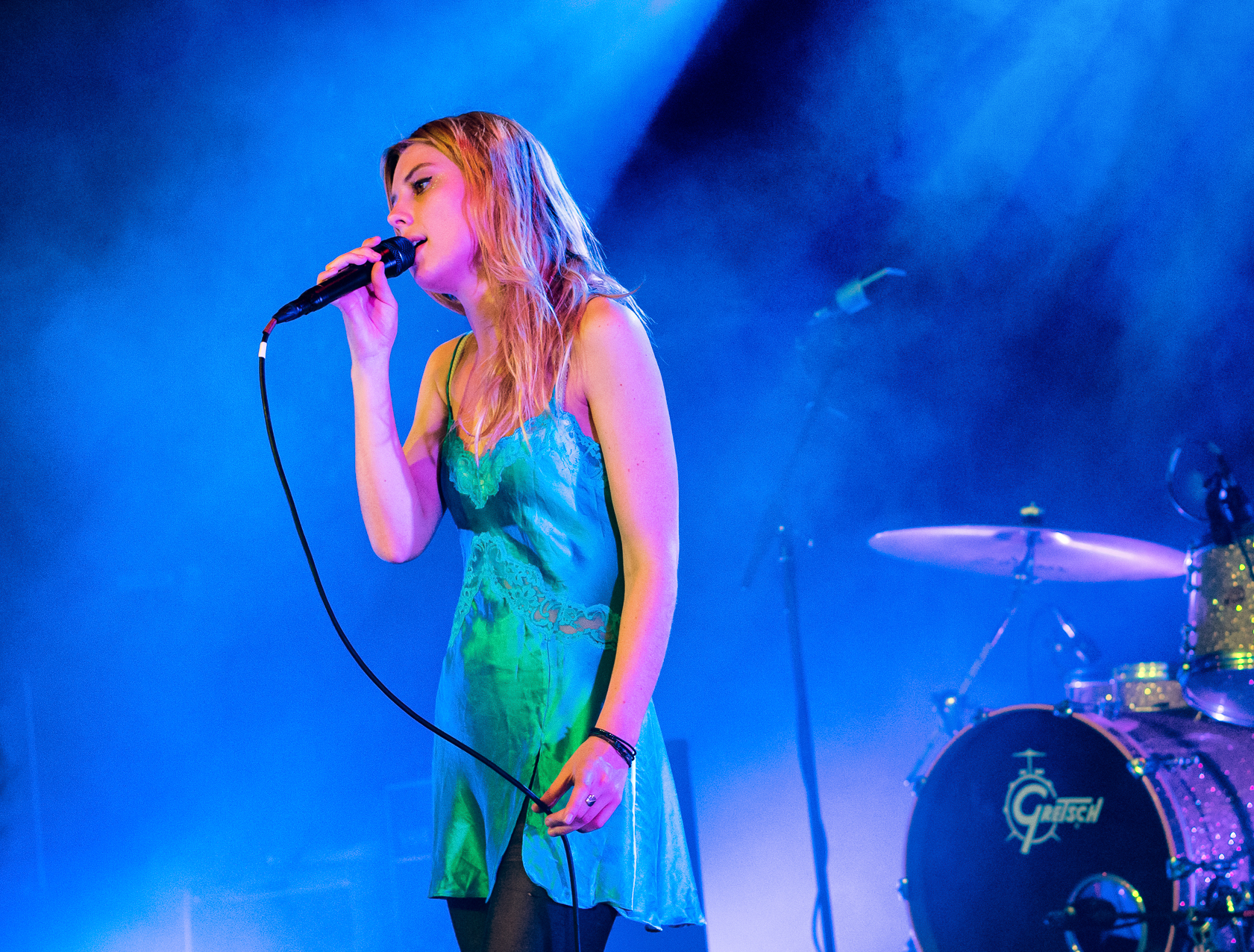
Ellie Rowsell của Wolf Alice biểu diễn tại Cambridge Junction năm 2015.

### Album phòng thu
- My Love Is Cool (2015)
- Visions of a Life (2017)

### EP
- Blush (2013)
- Creature Songs (2014)